# さいたま農業協同組合
さいたま農業協同組合（さいたまのうぎょうきょうどうくみあい、通称：JAさいたま）は、さいたま市見沼区に本店を置く農業協同組合。

## 管轄
さいたま市（岩槻区を除く）、川口市、戸田市、蕨市、草加市（青柳町、柿木町を除く）、上尾市、桶川市、北本市、鴻巣市（旧川里町を除く）、伊奈町の9市1町。

## 沿革
- 2000年（平成12年）4月3日 - JA浦和市、JA浦和市野田、JA大宮市、JA与野の4JAが新設合併し「さいたま農業協同組合」が発足する。
- 2014年（平成26年）11月27日 - 北足立郡市地区JA合併協議会の設立総会を浦和ロイヤルパインズホテルで開催。
- 2016年（平成28年）4月1日 - JA川口市、JA戸田市、JAあゆみ野、JA鴻巣市、JAあだち野の5JAを吸収合併[1]し、新生「さいたま農業協同組合」が発足。
- 2025年（令和7年）5月 - 個別訪問による集金業務を順次廃止。職員の着服行為が続発したことを受けた措置[2]。

## 支店
- 東浦和支店
- 三室支店
- 木崎支店
- 大門支店
- 野田支店
- 尾間木支店
- 谷田支店
- 六辻支店
- 西浦和支店
- 大久保支店

- 土合支店
- 土合西支店
- 与野支店
- 三橋支店
- 大宮支店
- 日進支店
- 宮原支店
- 大砂土支店
- 指扇支店
- 馬宮支店

- 植水支店
- 東大宮支店（本店）
- 片柳支店
- 七里支店
- 春岡支店
- 戸田支店
- 戸田公園支店
- 美笹支店
- 蕨支店
- 南平支店

- 青木支店
- 芝支店
- 鳩ヶ谷支店
- 鳩ヶ谷南支店
- 八幡木支店
- 神根支店
- 新郷支店
- 安行支店
- 北谷支店
- 戸塚支店

- 差間支店
- 草加支店
- 新田支店
- 谷塚支店
- 上尾支店
- 上平支店
- 原市支店
- 平方支店
- 大石支店
- 大谷支店

- 伊奈支店
- 桶川支店
- 加納支店
- 川田谷支店
- 石戸支店
- 中丸支店
- 鴻巣支店
- 箕田支店
- 常光支店
- 吹上支店

## 農協直売所
- 上尾グリーンショップ
- 丸山公園直売所
- 四季彩館農産物直売所
- べに花の郷若宮直売所
- べに花の郷加納直売所

- 農産物直売所北本駅前店
- 地場物産館桜国屋
- 石戸農機経済センター
- 北本営農経済センター
- 大石営農経済センター

- 上平営農経済センター
- 鴻巣営農経済センター
- 箕田農産物直売所
- 上尾相談センター